# الاستمرار في كليو (فلم)
الاستمرار في كليو (بالإنجليزية: Carry On Cleo) هو فيلم كوميدي تم إنتاجه في المملكة المتحدة وصدر في سنة 1964.

## روابط خارجية
- مقالات تستعمل روابط فنية بلا صلة مع ويكي بيانات